# Michajłowka (rejon sudżański)
Michajłowka (ros. Михайловка) – wieś (ros. деревня, trb. dieriewnia) w zachodniej Rosji, w sielsowiecie martynowskim rejonu sudżańskiego w obwodzie kurskim.

## Geografia
Miejscowość położona jest nad rzeką Smierdica (dopływ Sudży), 15 km od granicy z Ukrainą, 2 km od centrum administracyjnego sielsowietu martynowskiego (Martynowka), 7,5 km od centrum administracyjnego rejonu (Sudża), 80,5 km od Kurska.
W granicach miejscowości znajdują się ulice: Chutor, Wiesiołowka, Wygon.

## Demografia
W 2010 r. miejscowość zamieszkiwało 109 osób.